# Prezrenje
Prezrenje – wieś w Słowenii, w gminie Radovljica. W 2018 roku liczyła 70 mieszkańców.